# Lycka
Lycka — дебютный студийный альбом шведских музыкантов Бьорна Ульвеуса и Бенни Андерссона, позже составившими мужскую половину известной шведской группы ABBA, вышедший в 1970 году на лейбле Polar Music. 

## Об альбоме
В большинстве песен ведущий вокал принадлежит Ульвеусу. В песнях заметно влияние Брайана Уилсона, The Beatles времён «Ticket to Ride» и шведской народной музыки. Альбомный трек «Hej Gamle Man!» стала одной из первых композиций, в записи которой приняли участие все участники будущей группы «ABBA».

## Список композиций
1. «Lycka»
2. «Nånting Är På Väg»
3. «Kära Gamla Sol»
4. «Det Där Med Kärlek»
5. «Välkommen In I Gänget»
6. «Lilla Du Lilla Vän»
7. «Hej Gamle Man!»
8. «Liselott»
9. «Kalles Visa»
10. «Ge Oss En Chans»
11. «Livet Går Sin Gång»

## Релиз 2006 года
В 2006 году альбом был перевыпущен с добавлением следующих композиций:
1. «She's My Kind of Girl»
2. «Inga Theme»
3. «Det kan ingen doktor hjälpa»
4. «På bröllop»
5. «Tänk om jorden vore ung»
6. «Träskofolket»
7. «En Karusell»
8. «Att finnas till»
9. «Hey Musikant» (немецкая версия «Hej gamle man!»)
10. «Was Die Liebe Sagt»
11. «Love Has Its Ways»
12. «Rock'n Roll Band»
13. «Merry-Go-Round»
14. «To Live with You» (английская демоверсия «Lycka», записанная в 1975 году; см. список невыпущенных песен ABBA)